# La Luz Francisco I. Madero
La Luz Francisco I. Madero es una localidad del estado mexicano de Veracruz. Es parte del municipio de Córdoba.

## Demografía
| Gráfica de evolución demográfica |
|                                  |

| Censo | Población |
| ----- | --------- |
| 1930  | 186       |
| 1940  | 334       |
| 1950  | 319       |
| 1960  | 529       |
| 1970  | 728       |
| 1980  | 1 021     |
| 1990  | 1 625     |
| 1995  | 7 933     |
| 2000  | 9 346     |
| 2005  | 10 448    |
| 2010  | 11 099    |
| 2020  | 10 907    |